# Stugutjärnen, Norrbotten
Stugutjärnen är en sjö i Bodens kommun i Norrbotten och ingår i Luleälvens huvudavrinningsområde.